# 范传正
范传正（？—？）字西老，唐代邓州顺阳（今河南省淅川县李官桥镇）人，范传正于唐德宗贞元十年（794年）考取进士。后历任歙州、湖州、苏州刺史。唐宪宗时改为光禄卿，后因中風去世。被加封为左散骑常侍。
曾尋訪李白後代子孫，得其「志在青山」的遺願，唐憲宗元和十二年（817年）為其遷葬至當塗青山，並作墓誌銘《贈左拾遺翰林學士李公新墓碑》。

## 参看
- 顺阳范氏